# Fréderic Louis Norden
Fréderic Louis Norden (22 de outubro de 1708 – 22 de setembro de 1742) foi um marinheiro e explorador dinamarquês.
Nascido em Glückstadt, foi capitão da marinha real da Dinamarca, e foi enviado à Itália e ao Egito com a missão de desenhar os monumentos antigos.
Em 1741 foi admitido na Royal Society de Londres.

## Obras
- Voyage d'Égypte et de Nubie (em francês), Copenhaga, 1752-55, 2 volumes grandes in-folio com 159 planchas e cartas,
- Mémoire sur les ruines de Thèbes en Égypte (em inglês), Londres, 1741.

1. ↑  «Fréderic Louis Norden». BNF (em inglês). Consultado em 26 de outubro de 2021